# إدي بيلمونت
إدي بيلمونت (بالإنجليزية: Eddie Belmonte)‏ هو فارس أمريكي، ولد في 5 فبراير 1943 في سانتورس ‏ في الولايات المتحدة.